# توربن لارسن
توربن لارسن (بالدنماركية: Torben Larsen)‏ هو عالم مياه ‏ دنماركي، ولد في 1 مايو 1942 في كوبنهاغن في الدنمارك.